# Sự thật
Thực kiện hay sự thật là cái gì đó là đúng hoặc có thể được chứng minh với bằng chứng. Thử nghiệm thông thường cho một tuyên bố về thực kiện là khả năng kiểm chứng có nghĩa là, khả năng nó có thể được khẳng định bằng kinh nghiệm hay không. Các tài liệu tham khảo chuẩn thường được sử dụng để kiểm tra các sự kiện nêu ra có đúng không. Các thực kiện trong khoa học được kiểm tra bằng cách quan sát cẩn thận và lặp lại nhiều lần (thông qua thí nghiệm hoặc các phương pháp khác).